# Cot Geulumpang (Peulimbang)
Cot Geulumpang is een bestuurslaag in het regentschap Bireuen van de provincie Atjeh, Indonesië. Cot Geulumpang telt 739 inwoners (volkstelling 2010).